# Shantinatha

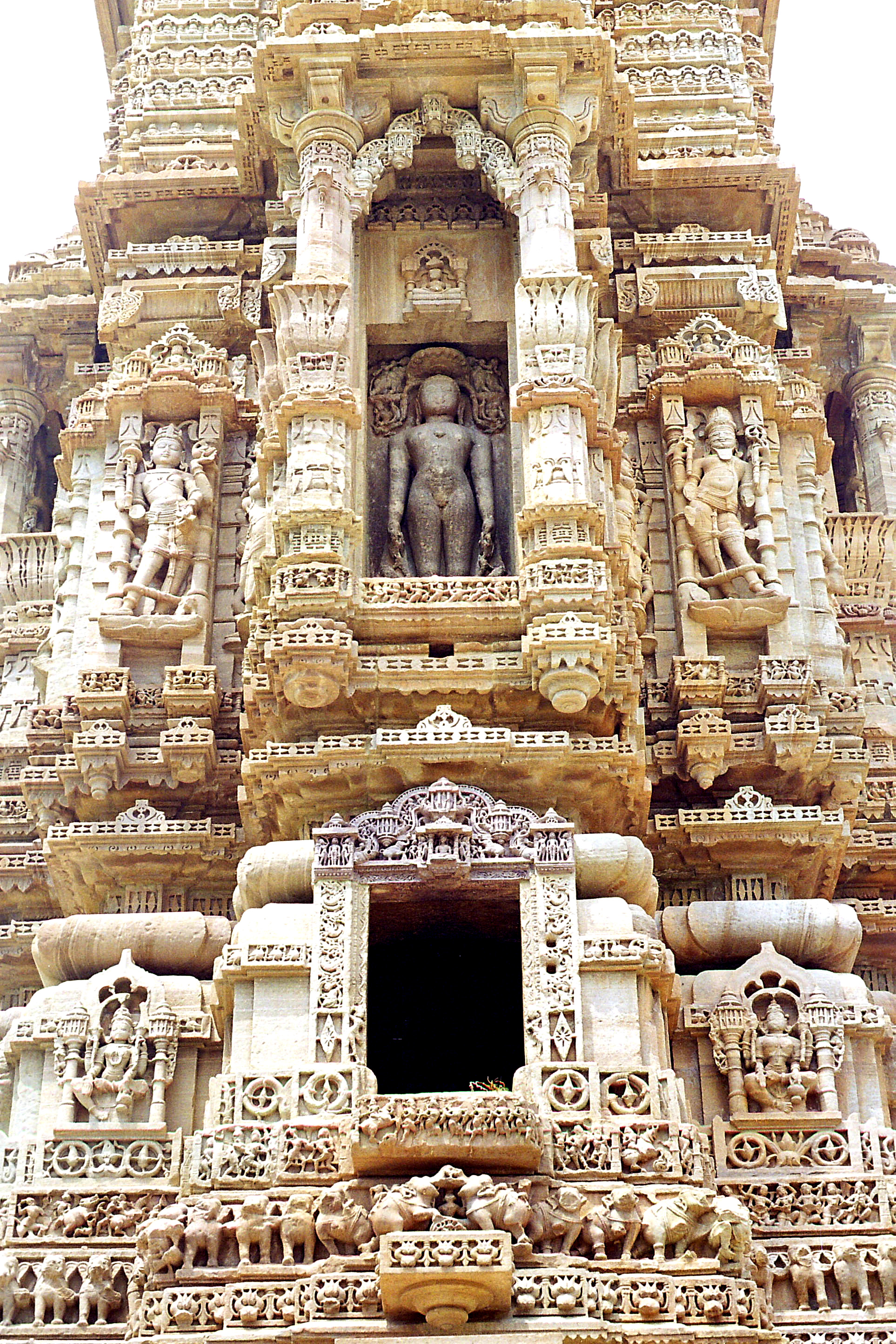
Shantinatha-Tempel in Chittorgarh, Rajasthan

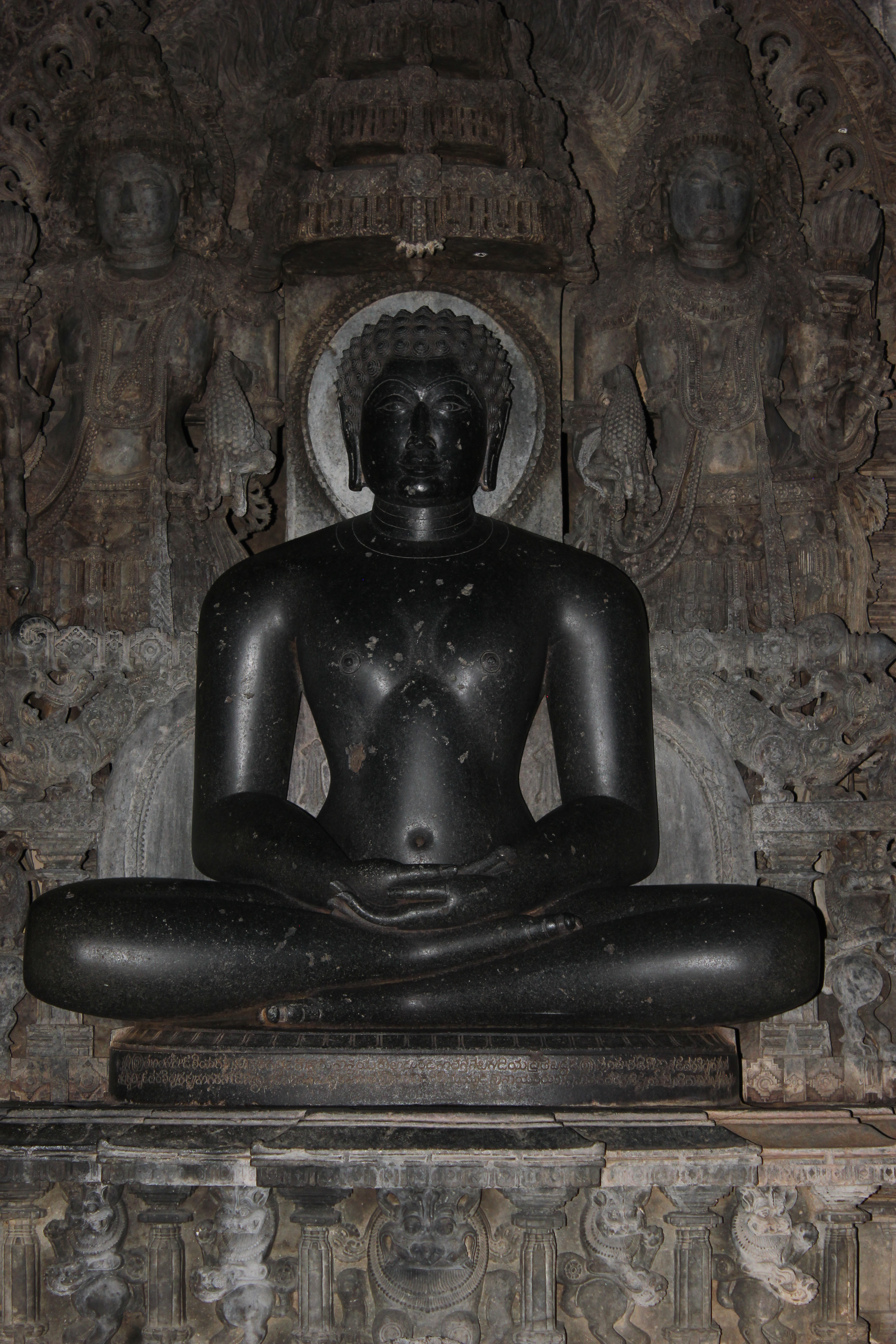
Shantinatha in Jinanathapura bei Shravanabelagola, Karnataka
(um 1200)

Shantinatha oder auch Shantinath ist der 16. der insgesamt 24 Tirthankaras der Jaina-Religion; sein Name beinhaltet das Sanskritwort shanti (Sanskrit शान्ति śānti), das sinngemäß mit „Frieden“, „innere Stille“, „Ruhen der Sinne“ etc. übersetzt werden kann. Seine Lebensbeschreibung ist im um 1250 entstandenen Shāntinātha Charitra niedergelegt – ein Werk, das von der UNESCO als schriftliches Kulturerbe der Menschheit anerkannt wurde.

## Mythos
Vor seiner letzten Reinkarnation war Shantinatha bereits elfmal als Gott oder Halbgott wiedergeboren worden; zuletzt wurde er als Sohn des Ikshvaku-Königs Visvasena und dessen Gemahlin Achira in Hastinapur geboren. Er bestieg den Thron seines Vaters im Alter von 25000 Jahren und galt als idealer Weltenherrscher (chakravartin) und Liebender (kamadeva). Im Alter von 50001 Jahren beschloss er, Jain-Mönch zu werden und Buße zu tun, wodurch er seine Seele von allem karma befreien konnte.

## Darstellungen
Unter den 24 Tirthankaras ist Shantinatha einer der populärsten; es gibt entsprechend viele Tempel mit sitzenden (= meditierenden) oder stehenden (= büßenden) Darstellungen. Diese sind – wie alle Tirthankaras – vollkommen nackt; ihre Augen sind weitgeöffnet und auf der Brust befindet sich ein Juwel. Sein Begleit- oder Tragtier (vahana) ist ein Hirsch oder eine Hirschkuh.

## Verehrung
Shantinatha wird von den Angehörigen der Jain-Religion in ganz Indien verehrt. Die bekanntesten Heiligtümer befinden sich in den Jain-Tempelkomplexen von Mount Abu und Chittorgarh (Rajasthan), Khajuraho (Madhya Pradesh) und Deogarh  (Uttar Pradesh).